# موسى سامبا
موسى سامبا هو لاعب كرة قدم موريتاني. بدأ باللعب مع منتخب موريتانيا لكرة القدم في سنة 2015 وسجل هدفًا معه أمام منتخب جنوب أفريقيا في أكتوبر 2015 خلال تصفيات كأس العالم 2018.
لعب سابقاً في نادي تفرغ زينة والنصر الليبي ونادي القيصومة السعودي.

## روابط خارجية
- موسى سامبا على موقع ناشيونال فوتبول تيمز (الإنجليزية)
- موسى سامبا على موقع Soccerway.com (الإنجليزية)